# 圣路济亚下葬
《圣路济亚下葬》（意大利语：Seppellimento di Santa Lucia）是意大利画家卡拉瓦乔的一幅画作，位于西西里岛锡拉库萨的 墓地圣路济亚朝圣地（Chiesa di Santa Lucia al Sepolcro）祭坛后面。